# Luka Vekić
Luka Vekić (* 10. April 1995 in Postojna) ist ein slowenischer Fußballspieler.

## Karriere

### Verein
Vekić begann seine Karriere beim MNK Izola. Zwischen 2009 und 2012 spielte er für den NK Dekani. Zur Saison 2012/13 wechselte er in die Jugend des FC Koper. Zur Saison 2014/15 wurde er an den Zweitligisten NK Ankaran verliehen. Für Ankaran absolvierte er in jener Saison 27 Spiele in der 2. SNL, in denen er elf Tore erzielte.
Nach dem Ende der Leihe kehrte er zu Koper zurück. Im Juli 2015 debütiert er in der 1. SNL, als er am ersten Spieltag der Saison 2015/16 gegen den NK Domžale in der 88. Minute für Jaka Štromajer eingewechselt wurde. Im September 2015 erzielte er bei einem 4:0-Sieg gegen den NK Krško sein erstes Tor in der höchsten slowenischen Spielklasse. Nach zehn Spielen in der 1. SNL für Koper wurde er im Januar 2016 ein zweites Mal an Ankaran verliehen, für das er zu elf Einsätzen in der 2. SNL kam. Nach dem Ende der Leihe kehrte er erneut zu Koper zurück. In der Saison 2016/17 absolvierte er fünf Spiele in der 1. SNL und erzielte dabei drei Tore.
Nach dem Zwangsabstieg von Koper verließ er den Verein nach der Saison 2016/17 und wechselte zum Zweitligisten NK Dekani, für den er bereits in seiner Jugend gespielt hatte. Für Dekani kam er zu 13 Einsätzen in der 2. SNL, in denen er fünf Tore erzielte. Nach einem halben Jahr bei Dekani wechselte er im Januar 2018 zum Erstligisten NK Krško. Mit Krško musste er 2019 aus der 1. SNL absteigen.
Daraufhin wechselte er zur Saison 2019/20 nach Italien zum Drittligisten Cavese 1919.

### Nationalmannschaft
Vekić absolvierte 2015 drei Spiele für die slowenische U-21-Auswahl.